# Тирари
Тирари е 9-ата по големина пустиня в Австралия. Намира се в щата Южна Австралия. Има площ от 15 250 кв. км (0,2% от континентална Австралия). Характеризира се със солени езера и пясъчни дюни. Изследвана е от европейци за първи път през 1866 г., а още преди това е била населявана от аборигени.